# Johanna, die Jungfrau
Johanna, die Jungfrau (Originaltitel: Jeanne la Pucelle) ist ein zweiteiliger Film von Jacques Rivette aus dem Jahr 1994. Die zwei Teile tragen die Titel Der Kampf (original: Les Batailles; Länge 159 Minuten) bzw. Der Verrat (original: Les Prisons; Länge 176 Minuten).

## Handlung

### 1 – Der Kampf
Der erste Teil des Films schildert die Geschichte Jeanne d’Arcs chronologisch von Mitte Januar 1429, Aufenthalt in Vaucouleurs, bis zum 8. Mai 1429, Sieg über die Engländer bei Orléans.
Fünf lange Sequenzen gliedern den ersten Teil. – „Vaucouleurs“: Aufenthalt Jeannes im Haus des Wagners Henri Le Royer und seiner Frau Catherine; ihre Versuche, den Festungskommandanten Robert de Baudricourt von ihrer Mission, die ihr von den Stimmen dreier Heiliger aufgetragen sei, zu überzeugen; Glaubensprüfung durch einen Priester; schließlich die Zustimmung de Baudricourts, eine Eskorte unter der Leitung von Jean de Metz zusammenzustellen, die Jeanne zum Schloss von Chinon, wo der Dauphin Karl VII. residiert, geleiten soll. – „Die erste Etappe“: Begleitet von der von Jean de Metz geleiteten Eskorte erreicht Jeanne nach 10-tägigem Ritt Sainte-Catherine-de-Fierbois im Arrondissement Chinon. Sie diktiert einen Brief an den Dauphin Karl VII. und wird nach zwei Tagen vorgelassen. – „Chinon“: Audienz Jeannes beim Dauphin; sie nennt vor dem Hofstaat die Ziele ihrer Mission: Kampf gegen die Engländer, die Orléans belagert halten, und Krönung des Dauphins, Karls VII., zum König von Frankreich in Reims; nach einer Unterredung unter vier Augen stimmt der Dauphin zu; Jeanne erhält einen persönlichen Pagen, den jungen Louis de Coutes; ihre erste Begegnung mit einem ihrer späteren Kampfgefährten, Jean d'Alençon; Vertraute des Königs, unter ihnen La Trémoille, setzen durch, dass vor bewaffneten Aktionen eine Prüfung Jeannes durch Vertreter der Kirche stattfindet. – „Poitiers“: Drei Wochen lang ziehen sich die Befragungen durch kirchliche Geistliche und Theologen hin; man verlangt, dass, wenn doch die von ihr vernommenen Stimmen die Heiliger seien, sie das mit einem „Zeichen“ beweise; Jeanne entgegnet, sie sei nicht aufgebrochen, um in Poitiers „Zeichen“ zu liefern, das werde sie in Orléans tun; schließlich stimmt man dem Waffengang zu. – „Orléans“: Vor Orléans, in Sichtweite der Engländer, trifft Jeanne mit Hauptleuten der französischen Truppen zusammen – u. a. mit Jean de Dunois, dem „Bâtard d’Orléans“, und „La Hire“; sie will schnell handeln, wird aber zunächst einmal hingehalten; am 7. Mai 1429 werden die Belagerer schließlich angegriffen; Jeanne wird verletzt, setzt aber später den Kampf fort; am 8. Mai wird die Belagerung aufgegeben, die Engländer ziehen ab.

### 2 – Der Verrat
Der zweite Teil des Films schildert die Geschichte Jeanne d’Arcs chronologisch vom 11. Mai 1429, Aufenthalt auf dem Königssitz in Loches, bis zum 30. Mai 1431, Tod auf dem Scheiterhaufen in Rouen.
Sechs lange Sequenzen gliedern den zweiten Teil. – „Loches“: Auf seinem Schloss in Loches hat der Dauphin Karl VII. Berater, das sind La Trémoille, Hauptleute seiner Armee und Jeanne, versammelt; es geht um die Frage, wie weiter vorgegangen werden soll: zunächst versuchen, die Beauce und die Normandie zurückzuerobern, oder den direkten Weg nach Reims einschlagen, um dort Karl VII. zum König zu krönen. Jeanne setzt sich durch. – „Weg nach Reims“: Sieg über die englische Armee bei Patay: Krönung und Salbung von König Karl VII. in der Kathedrale von Reims. – „Vor Paris“: Eine Truppe des Königs, zu der Jeanne und der Duc d'Alençon gehören, lagert bei La Chapelle; der Angriff auf das besetzte Paris wird vorbereitet; beim ersten Angriff auf die Festungsmauer von Saint-Denis wird Jeanne verletzt, der Angriff wird abgebrochen; als am nächsten Tag ein neuer Angriff gewagt werden soll, treffen Emissäre des Königs ein und verkünden, dass kein Angriff auf Paris stattfinden darf; Rückzug ins Lager; wichtige Männer, die Jeanne unterstützten, „La Hire“ und der Duc d'Alençon, verlassen die Truppe. – „Der lange Winter 1430“: Fast ein halbes Jahr verbringt Jeanne im Schloss von Sully-sur-Loire, das dem Berater des Königs, La Tremoille, gehört, und ist zum Nichtstun verurteilt; ihre Begegnung mit der seltsamen Catherine de La Rochelle, die behauptet, Gesichte zu haben. – „Margny und Beaurevoir“: Beim Versuch der Befreiung von Compiègne gerät Jeanne mit ein paar ihrer Vertrauten in eine Falle; von Jean de Luxembourg wird sie gefangen genommen und ins Schloss Margny gebracht, wo sie Philippe le Bon, Duc de Bourgogne und direkter Widerpart Karls VII., begegnet; den Herbst 1430 verbringt sie als Gefangene Jean de Luxembourgs auf Schloss Beaurevoir; dessen Frau, Jeanne de Béthune, und dessen Tante, Jeanne de Luxembourg, sind Jeanne d’Arc durchaus wohlgesonnen, aber im Dezember 1430 liefert Jean de Luxembourg sie an die Engländer aus; auch in Beaurevoir, Jeannes erste Begegnung mit ihrem großen Widersacher im späteren Prozess in Rouen, Pierre Cauchon. – „Rouen“: Die letzten Tage im Leben Jeanne d'Arcs; nach dem mehrmonatigen Prozess wird im Innenhof einer Schlossanlage das Urteil gesprochen: entweder Jeanne schwört, sich zukünftig keiner Häresie mehr schuldig zu machen (eine Häresie, die nach Auffassung der katholischen Geistlichen u. a. darin bestand, dass sie Männerkleidung trug), oder sie werde hingerichtet durch Verbrennen; in ihrer Not spricht Jeanne die Sätze des Schwurs nach; zurück im Kerker fallen englische Wächter über sie her; sie legt wieder Männerkleidung an; am 30. Mai 1431 wird Jeanne d’Arc auf der Place du Vieux-Marché von Rouen verbrannt.

## Inszenierung
- Wie in seinen meisten Filmen so setzt Rivette auch in Johanna, die Jungfrau Inserts ein – wie immer bei ihm: weiße Schrift auf schwarzem Hintergrund – für die Hinweise auf Zeitpunkt und Ort der jeweils gerade laufenden oder darauf folgenden Handlung. Neu ist der Einsatz von Schilderungen und Kommentaren, gesprochen von einzelnen Akteuren direkt in die Kamera. Diese „Bezeugungen“ haben eine visuelle Anmutung, die an Interviews in Fernseh-Dokumentationen der heutigen Zeit denken lassen.[1] Der Wortlaut dieser Schilderungen ist in manchen Fällen den Protokollen des 1456er Rehabilitationsprozesses entnommen.
- Es gibt einzelne Szenen in dem ansonsten sehr ernsthaften Film, die einen komödienhaften Charakter haben: zum Beispiel als sich Pagen aus der Armee Jeannes und aus der Armee der Engländer unter Anfeuerungsrufen der Soldaten mit Steinen bewerfen oder als ein junger Diener, der auf einem Tablett Becher trägt, beim Anblick Jeannes prompt ins Stolpern kommt und vor ihr hinfällt.[2]
- Die Rituale der Krönungs- und Salbungszeremonie (in: Der Verrat, Episode Der Weg nach Reims) sind in einem fast dokumentarischen Stil gedreht. Die gesamte Sequenz dauert im Film sechzehn Minuten, und die Dreharbeiten dieser Sequenz nahmen vier Tage in Anspruch.

## Produktion
Den Plan zur Verfilmung der Geschichte Jeanne d'Arcs hatte Rivette schon seit längerer Zeit. Schon vor Beginn der Dreharbeiten seines Films La Belle Noiseuse (Die schöne Querulantin), 1990, traf er Sandrine Bonnaire, um sie zu fragen, ob sie die Rolle der Jeanne d’Arc übernehmen würde. Als sie zusagte und La Belle Noiseuse in den Kinos angelaufen war, begannen die Vorbereitungen: Intensive Gespräche mit den Dialog-Autoren Pascal Bonitzer und Christine Laurent, oft auch zu viert, mit Sandrine Bonnaire dabei, erste Entwürfe für den Aufbau des Films, die immer konkreter wurden, deren Episoden und Sequenzen sich aber auch immer auf dem Prüfstand befanden, ob sie überhaupt szenisch realisiert werden sollten oder in die nur gesprochenen „Bezeugungen“ ausgelagert werden sollten. Noch die Anfang 1993 veröffentlichte Sequenz-Gliederung von Bonitzer, Laurent und Rivette, als die erste Hälfte der Dreharbeiten schon abgeschlossen war, weicht in vielen Einzelheiten vom fertigen Film ab – bis zu der Entscheidung, wo in der Chronologie die Trennung des ersten („Der Kampf“) vom zweiten Teil des Films („Der Verrat“) zu setzen sei: Im Entwurf bei der Königskrönung in Reims, im fertig montierten Film nach dem Kampf in Orléans.
Die Dreharbeiten fanden im September und Oktober 1992 sowie im Februar, März und April 1993 statt. – Einige der Drehorte waren:
- Schloss in Pisy (Aufenthalt in Vaucouleurs).
- Schloss in Châteaudun (diverse Szenen in Innenräumen von Schössern).
- Abtei Saint-Ouen in Rouen (Krönung und Salbung Karls VII. in der Kathedrale von Reims).[7]
- Rückseitige Mauer des Stauwerks in Grosbois-en-Montagne (Festungsmauer von Paris).
- Burg von Sedan (die letzten Tage von Jeannes Gefangenschaft in Rouen).

Die Musik des Films besteht aus Bearbeitungen mittelalterlicher Musik, u. a. Kompositionen Guillaume Dufays, von Jordi Savall. Dabei dominiert ein musikalisches Thema, das in verschiedenen Variationen anklingt: die anonyme Komposition L’homme armé. Die Aufnahmen fanden im September 1993 im „Arsenal de Metz“ statt und wurden eingespielt mit dem Ensemble Hespèrion XX und der Capella Reial de Catalunya. Nicht alle der dort entstandenen Aufnahmen wurden von Rivette für die Filmmusik berücksichtigt, andere nur in kurzen Ausschnitten.
Der Kinostart von Jeanne la Pucelle war in Frankreich am 9. Februar 1994. Unmittelbar darauf lief der Film in der Sektion „Panorama“ der Berlinale 1994.

## Hintergrund
- Der Film beginnt mit einer Szene außerhalb der sonst strikt eingehaltenen Chronologie. Vierundzwanzig Jahre nach Jeannes Tod, am 7. November 1455, trägt Isabelle Romée, Jeannes Mutter, in Notre-Dame de Paris ihr Gesuch auf Rehabilitation ihrer Tochter vor. – Filmgeschichtlich ist dies ein Remake der Eröffnungsszene von Robert Bressons Procès de Jeanne d’Arc (Der Prozeß der Jeanne d’Arc), der ebenfalls mit diesem Monolog von Jeannes Mutter beginnt.
- Im Abspann des Films werden die wichtigsten von den Autoren (Bonitzer, Laurent, Rivette) herangezogenen Quellen für die Chronologie und die Darstellung der historischen Ereignisse genannt. Zum einen sind es als Originalquellen die überlieferten Sätze und Briefdiktate Jeanne d’Arcs sowie die Protokolle des Inquisitionsprozesses (1431) und des Rehabilitationsprozesses (1456). Zum anderen sind es die folgenden Bücher historischer Literatur: Von Régine Pernoud die Werke Jeanne d’Arc par elle-même et par ses témoins, La Libération d’Orléans und Jeanne d’Arc sowie von Georges und Andrée Duby das Buch Les Procès de Jeanne d’Arc.

## Rezeption
Die Bandbreite der Rezeption des Films in Feuilletons deutscher Zeitungen und Zeitschriften, von eher negativen bis zu sehr positiven Bewertungen, zeigen beispielhaft zwei Rezensionen:
In „Die Zeit“ vom 25. Februar 1994, also direkt nach der Premiere auf der Berlinale, schrieb Christiane Peitz: „(Rivette) zeigt nur das Diesseits: grauer Himmel, stumpfe Ritterrüstungen. Sandrine Bonnaire lacht zu laut, schlenkert mit den Armen und heult bei der ersten Wunde los wie ein Kleinkind. In früheren Filmen wahrte Rivette immer ein Geheimnis und machte deutlich, daß es etwas gibt, das er nicht zeigen kann. ... Diesmal will er uns weismachen, daß es gar kein Geheimnis gibt. Das Mysterium reduziert er auf ein Nichts; Wunder geschehen wie von selbst. Aber das Gewöhnliche an der Heiligen Johanna wird erst dann zum Faszinosum, wenn sich ihre Außerordentlichkeit wenigstens ahnen läßt. Kein Bild also von Jeanne.“
Ein paar Monate später, zum Start des Films in den deutschen Kinos, hieß es in „Der Spiegel“ vom 28. August 1994: „Wer immer die Geschichte der Jeanne d'Arc neu auflegt, muß bedenken, daß er vor allem die Chronik eines legendären Todes erzählt. Wenn sich heute einer trotzdem an ihren Lebenslauf heranwagt, der schon etwa 40mal verfilmt wurde, dann sollte er einen guten Grund dafür haben: einen brennenden Gedanken, einen Eifer, der die unschuldige Heldin aus der Gruft der Geschichtsbücher herausreißt. Den hatte Jacques Rivette, der große alte Querulant des französischen Films. ... Rivette erzwingt eine Unmittelbarkeit des Sehens. Seine Bilder rufen: Seht her, wir zeigen euch die Welt. Ihr braucht nur ein wenig Lust und viel Geduld. Mit erhabener Ruhe reiht er die Szenen aneinander, läßt sie zu einer mittelalterlichen Schwere finden. Johanna, die Jungfrau feiert die Langsamkeit, bis sie hypnotisch wirkt: Kino als Trance.“

## Veröffentlichungen
- DVD: Jeanne la Pucelle – The Battles (französische Originalfassung mit englischen Untertiteln). Artificial Eye, 2009.
- DVD: Jeanne la Pucelle – The Prisons (französische Originalfassung mit englischen Untertiteln). Artificial Eye, 2009.
- 3 DVDs: Jeanne la Pucelle (restaurierte französische Originalfassung sowie Analysen von Pacôme Thiellement und Olivier Bouzy). Potemkine Films, 2019.
- CD: Jordi Savall: Bande originale du film Jeanne la Pucelle. Auvidis, 1994. (Mehrere spätere Wiederveröffentlichungen von anderen Herausgebern.)

## Literatur

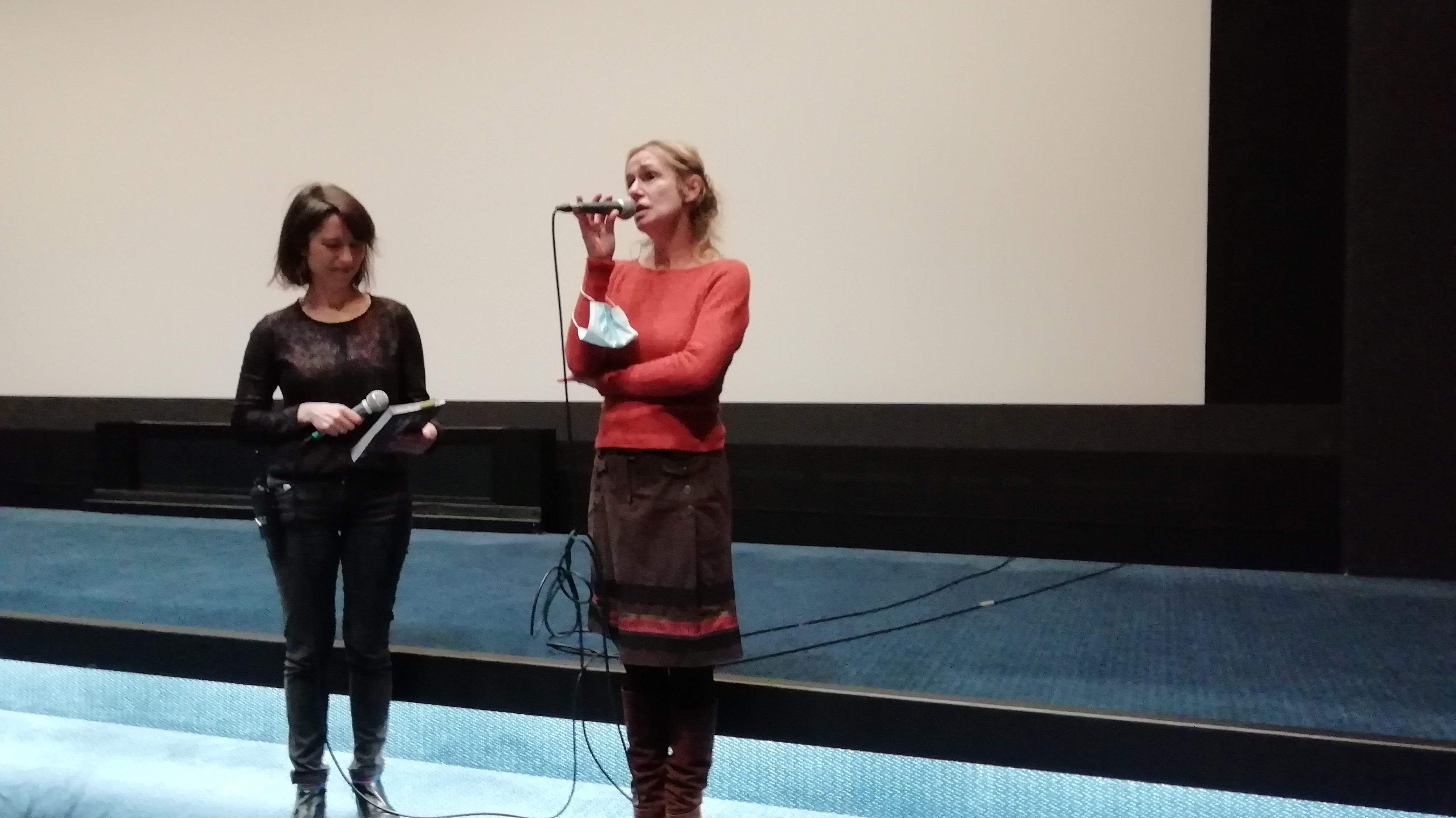
Sandrine Bonnaire am 9. Januar 2022 in der Pariser Cinémathèque française, wo sie den ersten Teil des Films, Les Batailles, präsentierte.